# Kosianka-Boruty
Kosianka-Boruty [kɔˈɕanka bɔˈrutɨ] est un village polonais de la gmina de Grodzisk dans le powiat de Siemiatycze et dans la voïvodie de Podlachie. Il se situe à environ 4 kilomètres à l'ouest de Grodzisk, à 22  kilomètres au nord-ouest de Siemiatycze et à 67 kilomètres au sud-ouest de Bialystok. 
Le village compte approximativement 50 habitants.